# Victoire Tinayre

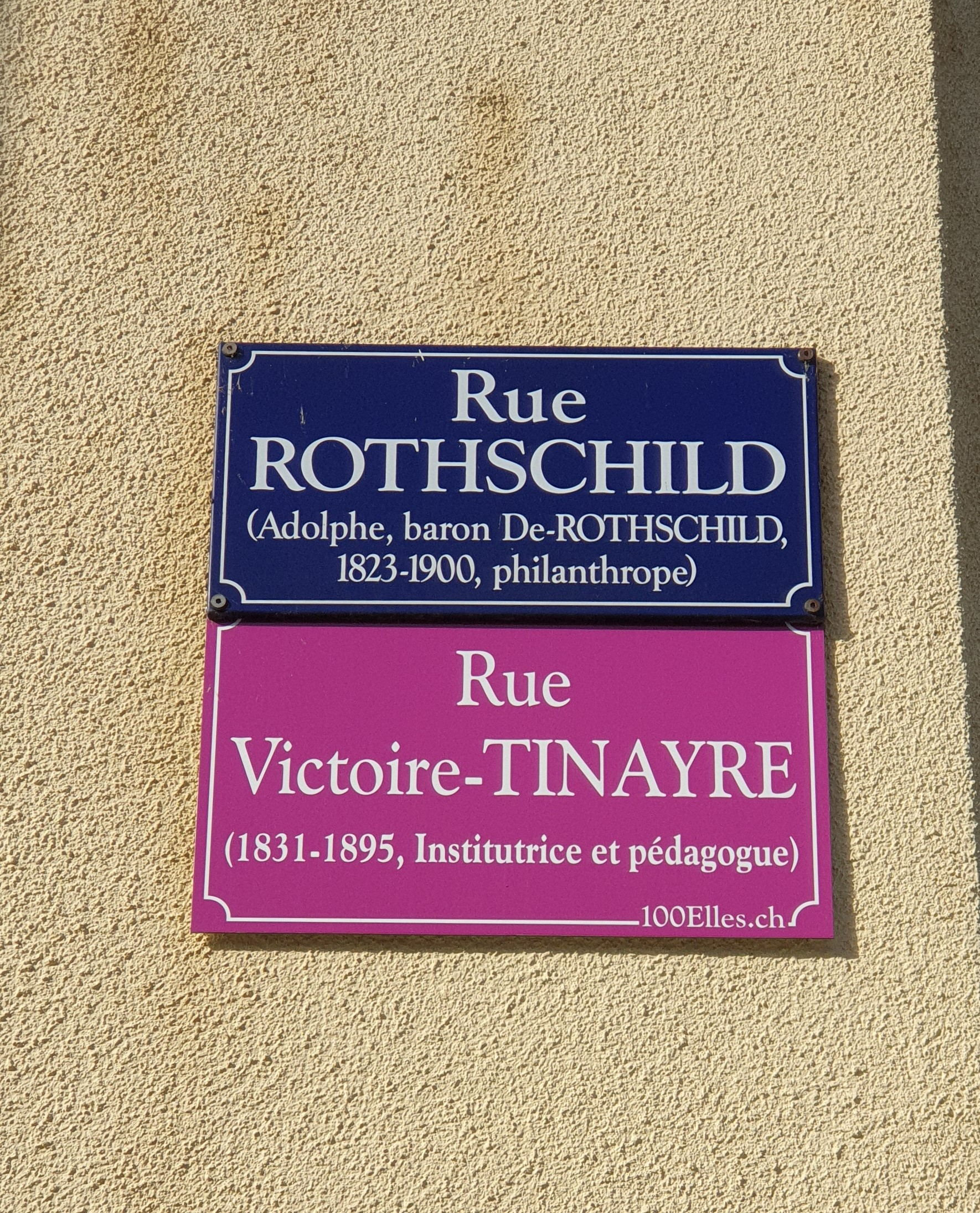
Straßenschild in Genf

Victoire Tinayre, geboren als Marguerite Victoire Guerrier (* 6. März 1831 in Issoire; † 16. August 1895 in Paris) war eine französische Lehrerin, Schriftstellerin, Kommunardin und Aktivistin der Ersten Internationale. Ihre Schriften wurden unter ihrem Namen, aber auch unter den Pseudonymen Jean Guêtré und Jules Paty veröffentlicht.

## Leben
Marguerite Victoire Guerrier stammte aus einer wohlhabenden Familie von kleinen Handwerkern und wuchs in einem bürgerlichen und republikanischen Umfeld auf. Nachdem sie das Brevet élémentaire erhalten hatte, begann sie in Issoire zu unterrichten. Nach dem Staatsstreich Napoleons III. 1851 fiel ihre Familie jedoch in Ungnade, ihr älterer Bruder wurde deportiert und sie erhielt Berufsverbot.
Sie erhielt das Brevet de capacité am 3. August 1856. Daraufhin eröffnete sie in Issoire eine freie Schule für junge Mädchen.
1858 heiratete sie den Notariatsangestellten Jules Tinayre, mit dem sie sechs Kinder hatte, darunter Louis Tinayre, Maler und Illustrator, der die Titelseiten einiger ihrer Schriften gestaltete, und Julien Tinayre, Graveur und Ehemann der Romanautorin Marcelle Tinayre.
1864 schrieb sie unter dem Pseudonym Jules Paty ihre ersten beiden Romane, Un rêve de femme und La Marguerite, in denen ihre sozialen Ideen allmählich sichtbar wurden.

### Paris, Kommune und Exil
1866 zog das Ehepaar Tinayre mit ihren Kindern nach Paris in ein Armenviertel, wo sie eine Berufsschule für junge Mädchen gründete. In der Folgezeit leitete sie mehrere Internate in Bondy, Noisy-le-Sec und Gentilly (oder war an der Leitung beteiligt).
1867 gründete sie, geleitet von ihren sozialistischen Ideen, zusammen mit ihrem Bruder, ihrem Schwager und Freunden die Société des Équitables de Paris (Gesellschaft der Gleichgesinnten in Paris), eine Konsumgenossenschaft für die Ärmsten der Armen. Sie brachte die Genossenschaft dazu, der Internationale und der Bundeskammer der Arbeitervereine beizutreten.
Während der Kommune wurde ihr am 11. April 1871 die Generalinspektion der Bücher für Mädchenschulen übertragen und sie wurde anschließend zur Inspektorin der Mädchenschulen des 12. Arrondissements ernannt. Als Schulinspektorin setzte sie sich besonders für die Säkularisierung der Schulen ein und beteiligte sich an der Vertreibung der Nonnen aus den Schulen.
Während der Blutwoche kümmerte sie sich mit der Hilfe ihres Mannes um die Verwundeten und zog von Barrikade zu Barrikade. Als sie am 26. Mai 1871 nach Hause kam, wurde sie jedoch aufgrund einer Denunziation des Hausmeisters verhaftet. Ihr Mann, obwohl kein Anhänger der Kommune, wurde an ihrer Stelle erschossen, als er sich nach ihrem Befinden erkundigte. Sie wurde am Tag nach der Hinrichtung ihres Mannes freigelassen und reiste mit ihren Kindern und ihrer Schwester Anna nach Genf.
Von Genf aus reiste sie anschließend nach Ungarn, wieder in Begleitung ihrer Kinder und ihrer Schwester, 1873 nach Košice. Im Jahr 1874 wurde sie in Abwesenheit wegen ihrer Rolle als Schulinspektorin in der Pariser Kommune zur Deportation in eine Festungsanlage verurteilt. Sie und ihre Familie zogen daraufhin 1877 nach Budapest. Während ihres Exils arbeitete sie als Gouvernante und später als Hauslehrerin bei einer Adelsfamilie in Ungarn. Sie vermittelte auch ihre Kinder an wohlhabende Familien, um ihnen eine Ausbildung zu ermöglichen.
Am 16. März 1879 wurde das Comité central socialiste de secours aux Amnistiés et aux non amnistiés (sozialistisches Zentralkomitee zur Unterstützung von Amnestierten und Nichtamnestierten) gegründet, das sich für eine vollständige Amnestie und die Sammlung von Geldern zur Unterstützung von Kommunarden einsetzte, die nach Frankreich deportiert oder mit einem Aufenthaltsverbot belegt worden waren. Überraschenderweise war die Exekutive des Komitees zu dieser Zeit offen für Frauen und umfasste Victoire Tinayre sowie Hubertine Auclert und Marie Manière.
Am 27. November 1879 wurde ihr die Strafe endgültig erlassen und sie wurde im Januar 1880 begnadigt, worauf sie und ihre Familie nach Paris zurückkehrten.

### Rückkehr
Schon bald nach ihrer Rückkehr nach Frankreich näherte sie sich über ihren Nachbarn Henry Edger den Positivisten an. Gemeinsam mit Louise Michel und unter dem Pseudonym Jean Guêtré verfasste sie die 1882 veröffentlichten Romane La Misère und Les Méprisés. Ihre Meinungsverschiedenheiten führten jedoch zu Konflikten in ihrer Beziehung und ihre Zusammenarbeit endete mit diesen beiden Werken. Als Positivistin übernahm sie von 1883 bis 1885 die Leitung der Kindergärten des Familistère de Guise. Im Jahr 1886 wurde sie mit der Unterstützung von Dr. Robinet, ebenfalls Positivist, Generalaufseherin der Schulen der öffentlichen Fürsorge und begann, diese zu säkularisieren.
Sie starb 1895 nach langer Krankheit.

## Werke
- Un rêve de femme, (als Jules Paty), impr. de Worms, 1865[12]
- Alphonse de Lamartine enfant, édition Kéva, 1880
- Les Méprisées, grand roman de mœurs parisiennes, mit Louise Michel unter dem Pseudonym Jean Guêtré, édition A. Fayard, 1880[13]
- La Misère, mit Louise Michel unter dem Pseudonym Jean Guêtré, édition A. Fayard, 1881[14]
- Alfred de Musset enfant, édition Ract et Falquet, 1882
- Victor Hugo enfant, édition Kéva, 1882[15]
- Manuel de calcul, à l’usage des mères et des maîtresses d’école maternelle, édition P. Guérin, 1884